# 萩原孝一
萩原 孝一（はぎわら こういち、1950年 - ）は、元国際連合職員、元大学教員。

## 概要
カリフォルニア州立大学大学院人文地理学修士課程修了、ジョージタウン大学大学院社会人口学修士課程修了。
1983年から1985年にかけてケニアの地方都市でJICAの中小企業育成の専門家。1985年よりUNIDOで工業開発官。
アフリカ20カ国に日本からの技術移転や投資促進事業の成果を残す。
47歳のときに不思議な体験をしたことでスピリチュアルに目覚める。
国連職員だったときに、あるとき突然聞こえてきた地球を救えという声と交信して深遠な教えを受け取る。
定年退職してから宇宙も含む平和の実現を目指して活動をする。
桜美林大学非常勤講師。
日本はアフリカ諸国に巨額を援助しているのに、アフリカ諸国から日本への支持を得ることができていないことを批判。その証拠に日本が国連の常任理事国入りすることについてはアフリカの諸国は賛同をしていないということを主張する。これに対して中国はアフリカへの援助を上手にできているとする。アフリカに援助して中国は最大の利益を上げることを国是とすることを正しいとする。日本国政府はアフリカに援助して自国が利益を上げようとしていないことを批判。
新型コロナウイルスは黒死病やスペイン風邪と比べれば穏やかであるとする。死亡率がかなり低い伝染病が人類の死因に加わっただけとする。新型コロナウイルスと共存するしかないとする。政府は新型コロナウイルスに過剰反応しており、コロナ禍の裏に不気味な存在を感じるとする。日本政府は死者を少なくしたことは快挙であるが、計り知れないつけがあり大不況がやってくるとする。